# Eusebio Antonio Morales
Eusebio Antonio Morales Magallón (5 de febrero de 1865-8 de febrero de 1929) fue un abogado, político y escritor panameño. Fue con el Dr. Carlos A. Mendoza uno de los jefe del Partido Liberal y considerado uno de los estadistas más destacados de la República de Panamá.

## Biografía
Nació en Sincelejo, Estado Soberano de Bolívar, Colombia, el 5 de febrero de 1865, hijo de Juan José Morales y Ramona Magallón de Morales.
Siguió estudios de Derecho y Ciencias Políticas en la Universidad de Cartagena, donde se graduó tras numerosas interrupciones en su carrera con motivo de los conflictos políticos que afectaban el país.
Eusebio Morales adhirió tempranamente al Partido Liberal Colombiano y con su ensayo Situación económica y política de Colombia defendió la Constitución de Rionegro (1863) eliminada por el presidente colombiano Rafael Núñez.
Se radicó en Colón, donde contrajo matrimonio y fue designado juez municipal. Trabajó también como abogado en el ámbito privado hasta el estallido de la guerra de los Mil Días donde se sumó al movimiento revolucionario liberal junto a Belisario Porras, Carlos A. Mendoza y los generales Benjamín y Emiliano Herrera.
Encabezó una misión a Guayaquil con el objeto de conseguir refuerzos y con el rango de coronel acompañó a Porras en la invasión que desembarcó en Punta Burica, Chiriquí y fue uno de los firmantes del manifiesto que afirmaba "Venimos a restaurar la República, a liberar la Patria aherrojada, a devolveros la justicia escarnecida con tantos días de oprobio".

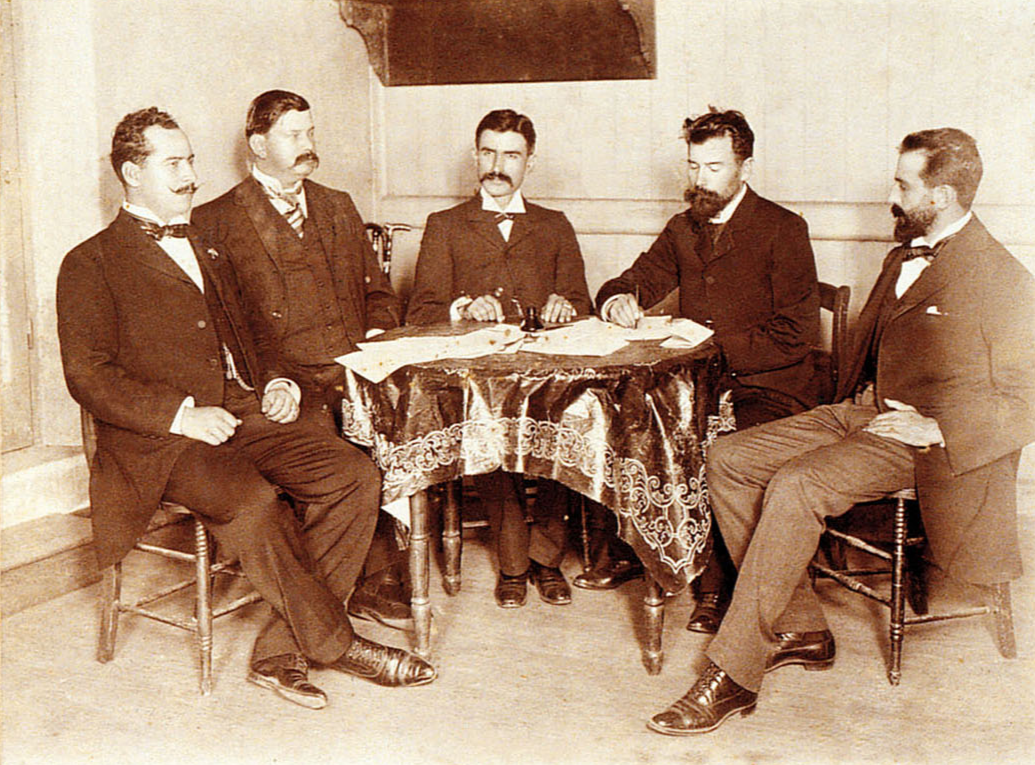
Firma del tratado de Wisconsin, 1902.

Terminado el conflicto civil, en tanto secretario de Hacienda de la dirección de guerra del Cauca y Panamá, representó a los revolucionarios en la firma del Tratado del Wisconsin a bordo del USS Wisconsin el 21 de noviembre de 1902.
El 3 de noviembre de 1903 los panameños decidieron la separación de Panamá de Colombia. Morales adhirió al movimiento secesionista, integró la Junta de Gobierno Provisional y escribió un Manifiesto justificando la separación de Panamá.
En 1904 redactó el Mensaje de la Junta de Gobierno Provisional a la Convención Nacional Constituyente y ocupó la Secretaría de Gobierno del naciente estado, participando en la elaboración de la primera Constitución.
Fue diputado y presidente de la Asamblea Nacional, secretario de Relaciones Exteriores, ministro plenipotenciario de Panamá en Estados Unidos y comisionado por Panamá para la negociación de un nuevo tratado sobre el Canal Interoceánico, enviado extraordinario y ministro plenipotenciario de la República de Panamá ante el Congreso Comercial del Sur, en Mobile, Alabama, Estados Unidos (1913), ante la Liga de la Defensa Nacional en Washington D. C. (1915), ante la Sociedad del Movimiento de Yorktown, Estados Unidos (1918), jefe de la Delegación panameña ante la Sociedad de las Naciones (1922) y ministro de la República ante los gobiernos de Holanda y Bélgica.

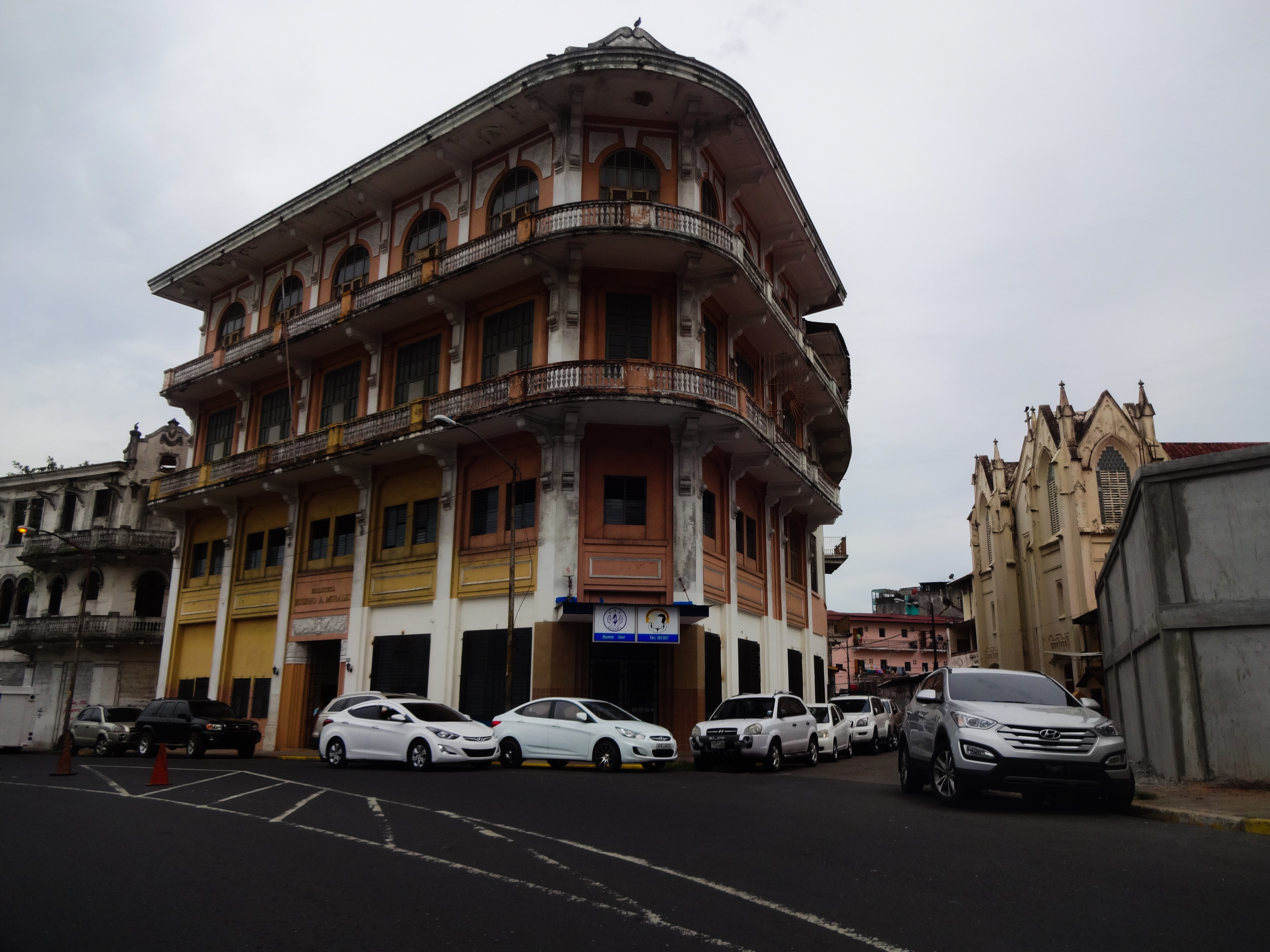
Biblioteca Eusebio A. Morales, ubicada en el corregimiento de Santa Ana.

En 1917 fue miembro fundador del primer Comité Ejecutivo de la Cruz Roja Nacional de la República de Panamá, hoy Cruz Roja Panameña, junto a Lady Matilde de Obarrio de Mallet, su presidenta fundadora; Ricardo Joaquín Alfaro, su tesorero; Col. Deane C. Howard, Presidente Honorario, Jefe de la Sanidad de la Zonal Del Canal y Director del Capítulo de la Cruz Roja Americana en la Zona del Canal; Rafael Gutiérrez Alcaide, Embajador de Cuba en Panamá. En 1918, mientras ejercía como Secretario de Ministerios de Gobierno y Justicia, fue designado el sucesor de Lady Matilde De Obarrio de Mallet, en la Presidencia de la Cruz Roja Panameña. Trabajó junto con su hija Enriqueta Morales desde la fundación de la Institución. Cuando es nombrado como Presidente de la República el Dr, Belisario Porras, deja en manos de la primera dama de la República, Alicia Castro de Porras, la Presidencia de la Cruz Roja Panameña.
Como ministro de Instrucción Pública fundó el Instituto Nacional, bajo la rectoría de José Domingo de Obaldía.
Desde los diversos cargos que ocupó impulsó la construcción de carreteras y la eficacia del sistema ferroviario.
Defendió a través de diversos ensayos (Leyes Inconstitucionales, La Situación Política y Económica de Colombia y Ciencia Constitucional) la autonomía de la Corte Suprema de Justicia y su función primordial como garante de la Constitución e instancia decisoria y obligada para resolver la constitucionalidad de una ley nacional.
Defensor de la necesidad de aplicar reformas sustanciales al sistema electoral dedicó al tema el ensayo titulado Reformas Electorales y fue enviado por el presidente Belisario Porras a la República Argentina para estudiar las reformas electorales (Ley Sáenz Peña, 1912) que se consideraban un modelo a seguir.
Escribió diversos ensayos sobre cuestiones económicas (El carácter del Banco Nacional, Nuestras condiciones económicas, Las reformas necesarias al sistema tributario) y se desempeñó como Secretario de Hacienda y Tesoro en la presidencia de Rodolfo Chiari. Como tal, ante la difícil situación fiscal negoció y obtuvo empréstitos en la banca de Estados Unidos y en 1925 presentó una ley aumentando los impuestos sobre la propiedad urbana. El traslado de los mismos a los inquilinos por parte de los dueños de casas de inquilinato provocaron a partir del 10 de octubre de ese año huelgas e incidentes que llevarían a la intervención estadounidense del 12 de octubre de 1925, solicitada por el presidente Rodolfo Chiari.
Tras la abrogación del Convenio Taft, el 28 de julio de 1926 representó a Panamá junto a Ricardo J. Alfaro en la firma del nuevo tratado con Estados Unidos que sería conocido como Tratado Kellogg-Alfaro.
Falleció el 8 de febrero de 1929, a consecuencia de un accidente automovilístico.
Además de destacado ensayista, fue miembro de número de la Academia Panameña de la Lengua, Presidente de la Facultad Nacional de Derecho y Jefe de la Cátedra de Economía Política, miembro de la Academia Americana de Ciencias Políticas y Sociales, la Academia de la Historia de Buenos Aires, la Sociedad Americana para el Progreso de la Ciencia y la Escuela de Derecho y Ciencias Políticas. Recibió la Medalla al Mérito de Primera Clase de la República del Ecuador y la Medalla de Oro del Congreso de los Estados Unidos Mexicanos.